# Milano San Felice
San Felice is een plaats (frazione) in de Italiaanse gemeente Segrate.